# Langstielige Ahorn-Holzkeule
Die Langstielige Ahorn-Holzkeule (Xylaria longipes) ist ein Schlauchpilz aus der Gattung der Holzkeulen (Xylaria).

## Merkmale

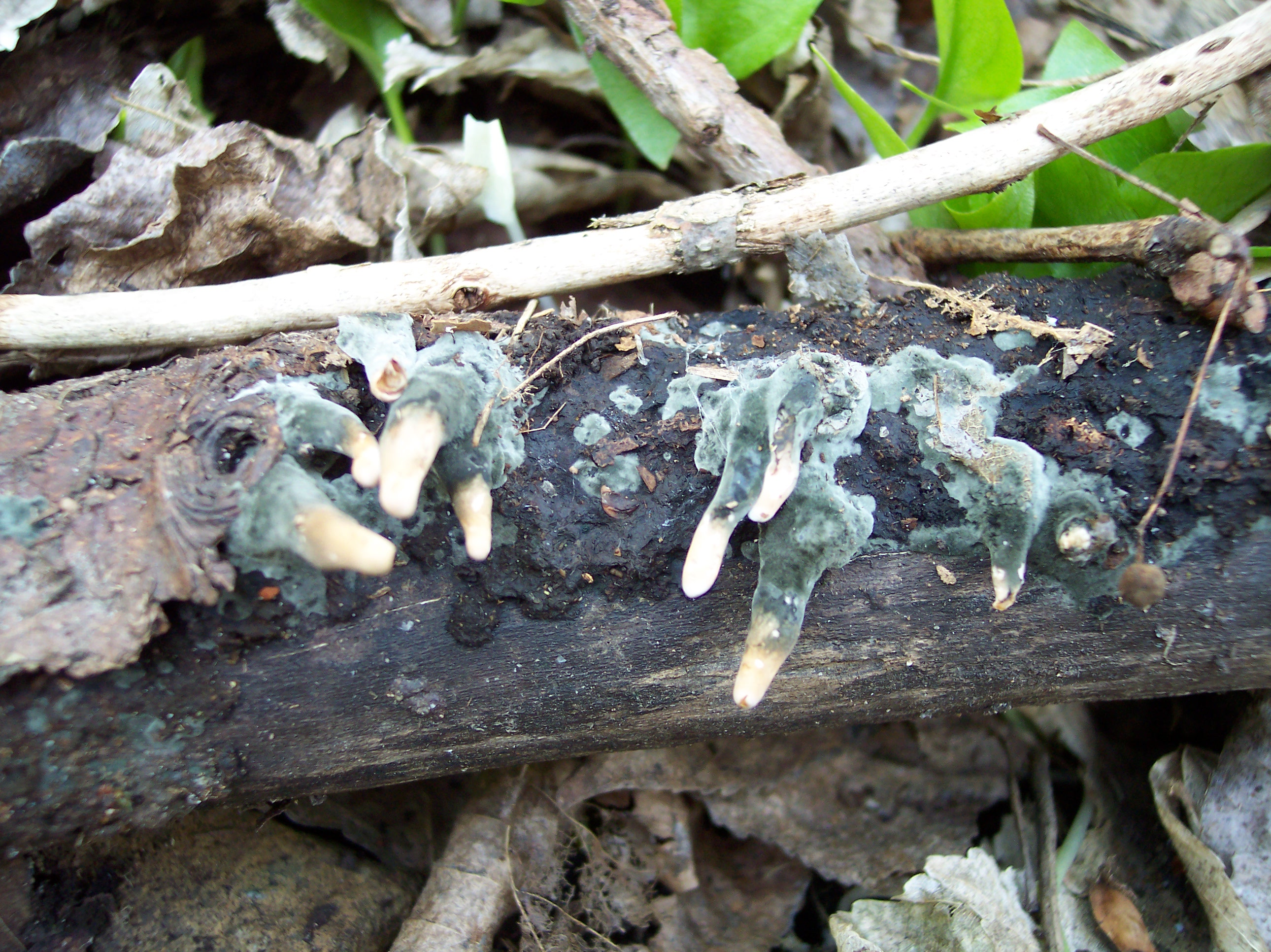
Konidienform der Langstieligen Holzkeule

Die Langstielige Holzkeule bildet relativ große, aus vegetativem Myzel bestehende Stromata (Sammelfruchtkörper), in die die eigentlichen Fruchtkörper (Perithecien) einreihig eingesenkt sind. Die Sammelfruchtkörper sind gegliedert in einen sterilen, zylindrischen Stiel, der etwa 1–3 cm lang und 2–5 mm stark werden kann, sowie einen fertilen Kopfteil, der keulen- bis walzenförmig geformt ist und eine Länge von 3 bis 6 cm bei einer Breite von 3 bis 8 mm erreichen kann. Der oben glatte und feinfilzige Stiel geht allmählich in den Kopf über. Die Pilze sind schwarz gefärbt, der Kopfteil ist feinwarzig durch die eingesenkten Perithecien, manchmal auch fein netzartig aufgesprungen. Junge Fruchtkörper sind durch die Konidiensporen graubräunlich bestäubt. Die Sporen sind 13–16 × 5,5–7,5 µm groß.

## Ökologie
Die Langstielige Ahorn-Holzkeule lebt meist saprobiontisch an abgestorbenen, berindeten Ästen von Eiche, Eberesche und Ahorn, daneben auf Buche und Hainbuche. Die Fruchtkörper erscheinen einzeln, gesellig oder in Büscheln, sie wachsen meist aus der Unterseite im Boden vergrabener Äste heraus.

## Bedeutung
Die holzige Langstielige Ahorn-Holzkeule kommt als Speisepilz nicht in Frage, als Holzzersetzer ist sie nicht von Bedeutung.
Im Instrumentenbau wird von der Langstieligen Ahorn-Holzkeule befallenes Holz des Berg-Ahorns genutzt, um einen Klang zu erhalten, der Stradivari-Instrumenten ähnelt.

## Artabgrenzung
Ähnlich ist die häufigere Vielgestaltige Holzkeule. Sie unterscheidet sich durch eine etwas gedrungenere und knubbeligere Gestalt und das Fehlen eines sterilen Stielteils, was im Schnitt daran erkennbar ist, dass die Perithecien nicht nur im Kopfteil, sondern im gesamten Stroma zu finden sind. Sie lässt sich außerdem mikroskopisch durch die größeren Sporen (22–29 × 7–9 µm) unterscheiden.